# Невилл, Мэри
Мэри Элизабет Невилл (англ. Mary Elizabeth Nevill, род. 12 марта 1961, Госворт, Чешир) — английская и британская хоккеистка (хоккей на траве), полевой игрок. Бронзовый призёр летних Олимпийских игр 1992 года, участница летних Олимпийских игр 1988 года, чемпионка Европы 1991 года, серебряный призёр чемпионата Европы 1987 года.

## Биография
Мэри Невилл родилась 12 марта 1961 года в британском селе Госворт в Англии.
Играла в хоккей на траве за «Лестер».
В 1987 году стала серебряным призёром чемпионата Европы в Лондоне.
В 1988 году вошла в состав женской сборной Великобритании по хоккею на траве на летних Олимпийских играх в Сеуле, занявшей 4-е место. Играла в поле, провела 5 матчей, забила 1 мяч в ворота сборной Нидерландов.
В 1991 году завоевала золотую медаль чемпионата Европы в Брюсселе.
В 1992 году вошла в состав женской сборной Великобритании по хоккею на траве на летних Олимпийских играх в Барселоне и завоевала бронзовую медаль. Играла в поле, провела 5 матчей, забила 1 мяч в ворота сборной Нидерландов.
После окончания международной карьеры занималась исследованиями в области физиологии. Область её интересов — мышечный метаболизм во время пиковых и периодических нагрузок, вклад физической активности в здоровье, работоспособность и развитие молодёжи. В 1988—2013 годах была директором Института детского спорта университета Лафборо. С 2014 года руководила отделом спортивных наук в Школе науки и технологий Ноттингемского университета. До 2016 года была заместителем председателя Британской ассоциации наук о спорте и физической культуре. 
Тренировала женскую сборную Великобритании по хоккею на траве среди девушек до 21 года. В 1998—2000 годах была членом Британского совета по спорту, в 1997—2001 годах — председателем комитета сборных Английской хоккейной ассоциации, в 2003—2005 годах была ответственной за составление регионального плана развития спорта Восточного Мидленда.
В 2019 году за заслуги перед спортом и спортивной наукой стала офицером ордена Британской империи.